# Гекльберри Финн
Ге́кльберри Финн, или Гек (в русской переводческой традиции; на языке первоисточника — Ха́клбери англ. Huckleberry (Huck) Finn) — один из главных персонажей повестей Марка Твена «Приключения Тома Сойера» и «Приключения Гекльберри Финна», «Том Сойер — сыщик», «Том Сойер за границей», неоконченной повести «Заговор Тома Сойера», одного из вариантов неоконченной повести «Таинственный незнакомец». Во всех произведениях, за исключением первого, рассказ ведётся от лица Гека.

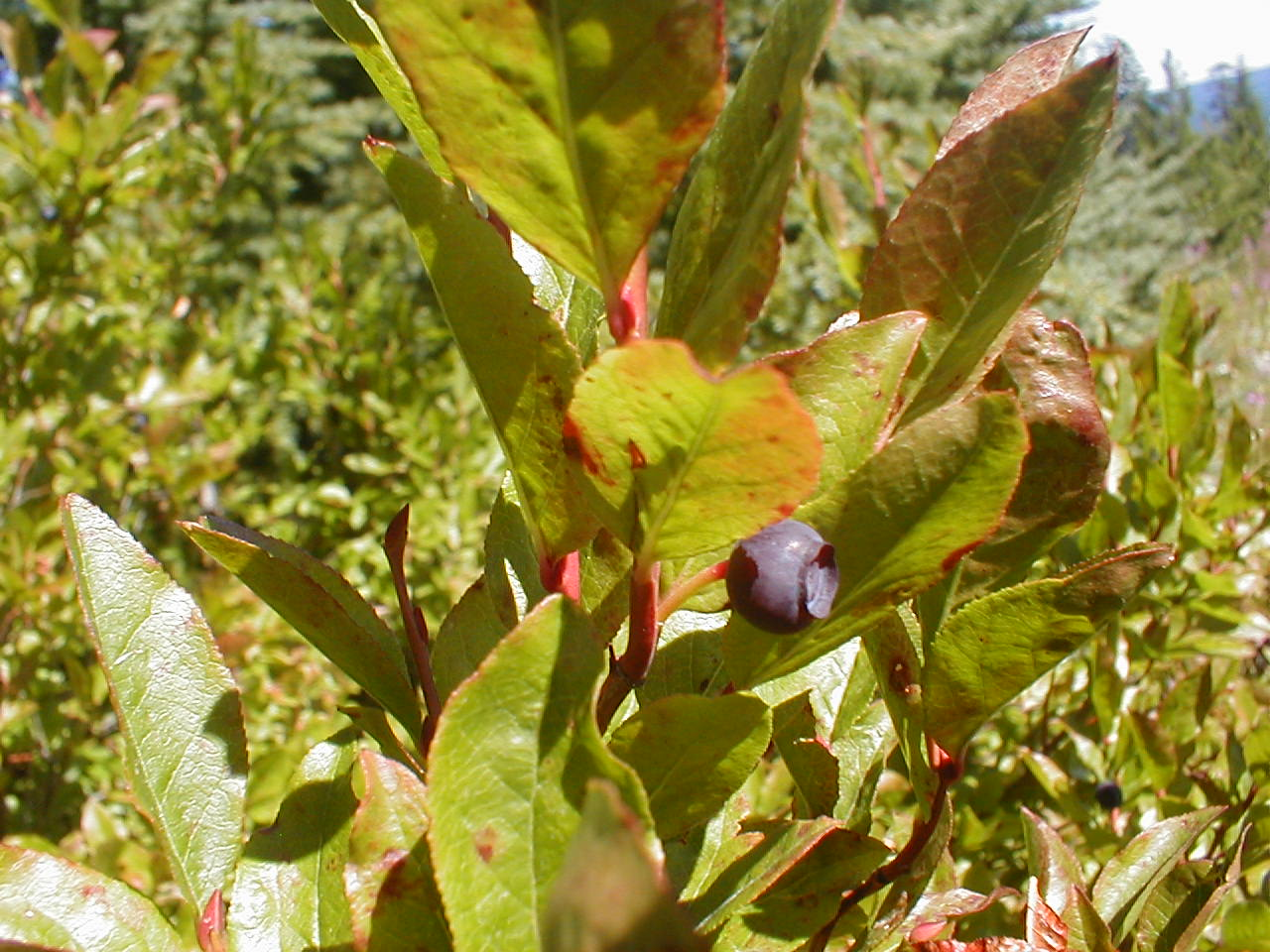
Huckleberry

Словом huckleberry называются несколько сортов мелких ягод, распространённых в Северной Америке. C 1835 года слово фиксируется в значении «незначительный человек».
Прототипом Гекльберри был друг детства Твена — Том Блэнкеншип (Tom Blankenship). Сначала писатель отрицал, что Гек списан с реально существующего человека, но затем в «Автобиографии» признался: «В „Гекльберри Финне“ я вывел Тома Блэнкеншипа именно таким, каким он был. Невоспитанным, немытым и всегда голодным, но с самым добрым сердцем среди всех, кого я знал. Он пользовался неограниченной свободой и был единственным по-настоящему независимым человеком в нашем городке и, как следствие, постоянно и безмятежно счастливым. Все мы ему завидовали». Старший брат Тома в самом деле помогал скрываться беглому темнокожему, хотя подобный поступок на рабовладельческом Юге считался позорным для белого, а за негра предлагалась денежная награда, которая могла бы стать для бедной семьи Блэнкеншипов неплохим подспорьем. Видимо, эта история послужила одним из мотивов для второго романа.

## Характеристика персонажа
Сын бездомного пьяницы (мать мальчика умерла) — Гек — растёт беспризорником и оборванцем. Он ходит босиком, ночует в пустой бочке из-под сахара, курит трубку, не ходит в школу, бездельничает, и такая жизнь ему нравится. Детям не разрешают дружить с Гекльберри, но Том Сойер нарушает запрет. После многих приключений Том и Гек оказываются обладателями клада. Неожиданное богатство переворачивает жизнь Гека — его берёт на воспитание вдова Дуглас. Устав от воспитательных мер приёмной матери, Гек сбегает. Начинается его знаменитое путешествие на плоту по Миссисипи в компании беглого негра Джима, авантюристов Короля и Герцога. Во время действия второго романа Геку примерно 13-14 лет.

## Цитаты
— Томас Сойер!

 Том знал, что когда его имя произносят полностью, это предвещает какую-нибудь неприятность.

 — Я здесь, сэр.

 — Подойдите ближе. По обыкновению, вы опять опоздали? Почему?

 […]

 — Я остановился на минуту поговорить с Гекльберри Финном!

 Учителя чуть не хватил удар, он растерянно взирал на Тома. Гудение в классе прекратилось. Ученики подумывали, уж не рехнулся ли этот отчаянный малый. Учитель переспросил:

 — Вы… Что вы сделали?

 — Остановился поболтать с Гекльберри Финном.

  Ошибки быть не могло.

 — Томас Сойер, это самое поразительное признание, какое я только слышал. Одной линейки мало за такой проступок. Снимите вашу куртку.
— «Приключения Тома Сойера»

Вы про меня ничего не знаете, если не читали книжки под названием «Приключения Тома Сойера», но это не беда. Эту книжку написал мистер Марк Твен и, в общем, не очень наврал. Кое-что он присочинил, но, в общем, не так уж много.
— «Приключения Гекльберри Финна»